# Sälliku
Koordinaten: 59° 3′ N, 27° 17′ O
Sälliku ist ein Dorf (estnisch küla) in der Landgemeinde Alutaguse (bis 2017 Iisaku). Es liegt im Kreis Ida-Viru (Ost-Wierland) im Nordosten Estlands.
Das Dorf hat 35 Einwohner (Stand 16. Oktober 2010).
Sälliku war bereits 1782 ein eigenständiges Dorf. 1836 gab es dort fünf Bauernhöfe.

## Persönlichkeiten
Berühmtester Sohn des Ortes ist der estnische Langstreckenläufer Enn Sellik (* 1954).